# Glimmerati
Glimmerati è un videogioco di corse sviluppato nel 2005 dall'azienda Finlandese Bugbear Eentertainment per conto della connazionale Nokia su piattaforma N-Gage.

## Trama
Nella trama del gioco, il giocatore si immedesima nella parte di un ricco erede che ad un certo punto incontra un altro uomo molto facoltoso con il pallino nelle corse, costui ammira il giocatore per le sue peculiari abilità nella guida; così invita il novellino a far parte del Club Glimmerati; si tratta di un incontro esclusivo di persone ricche e famose che fanno gare per le strade pubbliche praticando corse clandestine con il solo scopo ludico.

## Modalità di gioco
Prendendo le mosse dall’incipit narrativo appena descritto, Glimmerati coniuga l’azione su pista vera e propria con uno storyline volutamente iper-patinato, animato da personaggi da calendario che si muovono tra vicende ancorate ai più classici cliché da soap opera. Un meccanismo, questo, che funziona egregiamente sia come mero collante tra una fase di guida e l’altra, sia come strumento di gameplay, offrendo all’utente la possibilità di scegliere il proprio percorso a seconda delle relazioni che sarà in grado di allacciare coi vari personaggi. Quel che più conta nel titolo Bugbear è comunque sempre rappresentato dalle effettive fasi a bordo dei propri bolidi, che potranno essere sbloccati man mano che si prosegue nella propria ascesa al successo. Tre sono i diversi tipi di competizione tra le quali l’utente ha modo di dividersi in Glimmerati: la prima, e più banale, è costituita dalle varie gare che compongono il campionato, da disputarsi contro sette vetture comandate da altrettanti piloti vip. Potendo contare su una decina di tracciati ambientati in tre diverse città, questa è decisamente la parte più corposa ed interessante del gioco, che svolge bene il proprio lavoro pur denotando un livello di sfida generalmente piuttosto basso. Un'altra modalità di gioco consiste nel soddisfacimento di alcune richieste degli altri personaggi, che il più delle volte si risolvono nel raggiungere un determinato punto del tracciato entro un tempo limite. Ultimo tipo di competizione riguarda le sfide singole contro i piloti del torneo, vincendo le quali si possono ottenere nuove auto con cui riempire il proprio garage. Da non scordare poi l’immancabile supporto Bluetooth che permette un’azione multiplayer per un massimo di quattro giocatori.
Oltre ad offrire tre diverse sezioni di gioco, Glimmerati svolge un buon lavoro anche nell’ambito più strettamente corsistico, grazie ad un preciso sistema di controllo delle vetture che favorisce un gameplay dal gustoso stampo arcade. Piede costantemente sull’acceleratore e sbandate sono quindi all’ordine del giorno, con in più la possibilità di sfruttare una carica di turbo che va via via ricaricandosi dopo l’uso. Il tutto è favorito dall’adozione di una mai troppo lodata visuale a volo d’uccello, che permette una fruizione ottimale di un prodotto del genere su una console portatile. Il risultato finale è un titolo che ricorda approssimativamente -dal punto di vista cosmetico e ludico- i vari esponenti della serie Micromachines, seppure questo Glimmerati adotti un’impronta decisam
ente più adulta. Parlando del comparto tecnico della produzione Bugbear, da segnalare sicuramente la qualità della veste grafica, che si dimostra curata e particolareggiata: pur senza sfoggiare un polygon count mostruoso, Glimmerati offre alla vista scenari caratterizzati da un sapiente utilizzo degli effetti di luce e da un’efficace disposizione di texture dalla notevole definizione, facendo scorrere il tutto ad un frame rate sempre stabile. Meno esaltante, ma comunque all’altezza, il lavoro svolto sul fronte sonoro, che si compone di un accompagnamento musicale piacevole, di effetti adatti alla situazione e da un doppiaggio dei dialoghi tanto “finto” quanto i protagonisti della storia.